# محمد بن عيسى الجابر
الشيخ محمد ال جابر شخصية استثمارية سعودية ويقود مجموعة «إم. بي. آي»، التي تحقق دخلا إجماليا يقدر بنحو 1.7 مليار دولار سنويا، في حين تصل قيمة أصولها إلى أكثر من 5 مليارات دولار، ويعمل بها نحو 9 آلاف موظف. تزاول المجموعة أعمالها في المملكة العربية السعودية ومصر والإمارات والعراق وأوروبا والولايات المتحدة، وتتألف من 3 شركات رئيسة، هي مجموعة فنادق ومنتجعات «جيه جيه دابليو»، ومجموعة «أجواء» للصناعات الغذائية، وشركة «جداول» العالمية للتطوير العقاري. استحوذت مجموعة «إم. بي. آي» مؤخرا على مجموعة إيتون البريطانية للفنادق الفاخرة وكذلك مجمع كوزو وهو أضخم مركز تجاري في فيينا وقصر شوارزنبرغ الفخم في فيينا. وتمت عملية الاستحواذ من خلال مجموعة فنادق JJW Hotels and Resorts التي تمتلكها المجموعة السعودية، وهو ما زاد مجموع فنادقها في بريطانيا من 3 إلى 8 فنادق ليصبح المجموع أكثر من 50 فندقاً حول العالم. كما استحوذت مجموعة محمد بن عيسى الجابر على مجموعة إيتون العالمية. حيث أكد محمد بن عيسى الجابر, أن توسعات المجموعة تركز على سوق الفنادق الفخمة ولمجموعة «أيتون» موقع راسخ في هذا القطاع المتنامي.